# Wigtown Castle
Wigtown Castle ist eine abgegangene königliche Niederungsburg vom Typus einer Turmhügelburg (Motte) an den Ufern des Bladnoch, nördlich von Wigtown in der schottischen Council Area Dumfries and Galloway. Die Anlage ist als Scheduled Monument denkmalgeschützt.

## Geschichte
Der Bauzeitraum von Wigtown Castle ist nicht überliefert. Robert de Brus, Lord of Annandale nahm die Burg 1286 ein. 1291 wurde sie an König Eduard I. von England übergeben. 1297 nahm William Wallace die Burg ein. Vermutlich ließ Robert the Bruce Wigtown Castle um 1313 zerstören, um eine Einnahme durch englische Truppen zu verhindern. Heute ist das Gelände vielfach überpflügt und von der Burg ist oberirdisch nichts mehr sichtbar.